# Pseudodendromonadida
Ordre
Synonymes
- Pseudodendromonadales :
(Non accepté, orthographe botanique)

Les Pseudodendromonadida sont un ordre de chromistes de la classe des Bikosea (ou Bicoecidea) (embranchement des Bigyra).

## Étymologie
Le nom de l'ordre vient du nom de la famille type Pseudodendromonadidae, composé de pseudo‑, faux, et ‑dendromonas par allusion au genre Dendromonas (algue Ochrophyte de la famille des Chromulinaceae), en raison de la ressemblance du premier organisme avec le second.
Par ailleurs Dendromonas est dérivé du grec δένδρων / dendron, « arbre », et μονασ / monas, « seul, solitaire, isolé », littéralement « monade arborescente », en référence aux ramifications en forme d'arbre de cette monade.

## Liste des familles
Selon The Taxonomicon (17 novembre 2024) et IRMNG (17 novembre 2024) :
- Filidae Cavalier-Smith, 2013
- Nanidae Cavalier-Smith, 2013
- Neradidae Cavalier-Smith, 2006
- Paramonadidae Cavalier-Smith, 2006
- Pseudodendromonadidae Patterson & Zölffel, 1991
- Siluaniidae Karpov, 1998

Selon World Register of Marine Species (17 novembre 2024) :
- Filaceae Cavalier-Smith, 2013
- Nanaceae Cavalier-Smith, 2013
- Neradaceae Cavalier-Smith, 2006

Selon AlgaeBase (17 novembre 2024) :
- Filaceae Cavalier-Smith, 2013
- Nanaceae Cavalier-Smith, 2013
- Neradaceae Cavalier-Smith, 2006
- Paramonadaceae Kent, 1880
- Pseudodendromonadaceae D.J.Hibberd, 1985 : famille type
- Siluaniaceae S.A.Karpov, 1998

## Systématique
Le nom correct complet (avec auteur) de ce taxon est Pseudodendromonadida D.J.Hibberd (d), 1985.

### Publication originale
- (en) David J. Hibberd, « Observations on the ultrastructure of new species of Pseudodendromonas Bourrelly (P. operculifera and P. insignis) and CyathobodoPetersen and Hansen (C. peltatus and C. gemmatus), Pseudodendromonadida ord. nov. », Archiv für Protistenkunde, Allemagne, vol. 129, nos 1–4,‎ 1985, p. 3-11 (ISSN 0003-9365, e-ISSN 2213-5553, DOI 10.1016/S0003-9365(85)80003-8).